# 1713
Доба великих географічних відкриттів •  Перша наукова революція •  Глухівський період в історії Гетьманщини

## Геополітична ситуація
Османську імперію очолює Ахмед III (до 1730). Під владою османського султана перебувають Близький Схід та Єгипет, Середземноморське узбережжя Північної Африки, частина Закавказзя, значні території в Європі: Греція, Болгарія та Сербія. Васалами османів є Волощина та Молдова.
Священна Римська імперія — наймогутніша держава Європи. Її територія охоплює, крім німецьких земель, Угорщину з Хорватією, Трансильванію, Богемію, Північну Італію. Її імператор — Карл VI Габсбург (до 1740). Король Пруссії — Фрідріх-Вільгельм I (до 1740).
На передові позиції в Європі вийшла Франція, на троні якої сидить король-Сонце Людовик XIV (до 1715). Франція має колонії в Північній Америці та Індії.
Триває Війна за іспанську спадщину. Королівству Іспанія належать Іспанські Нідерланди, південь Італії, Нова Іспанія, Нова Гранада та Нова Кастилія в Америці, Філіппіни. Королем Португалії є Жуан V (до 1750). Португалія має володіння в Бразилії, в Африці, в Індії, в Індійському океані й Індонезії.
Північ Нідерландів займає Республіка Об'єднаних провінцій. Вона має колонії в Північній Америці, Індонезії, на Формозі та на Цейлоні. Королева Британії — Анна Стюарт (до 1714). Британія має колонії в Північній Америці, на Карибах та в Індії. Король Данії та Норвегії — Фредерік IV (до 1730), король Швеції — Карл XII (до 1718). На Апеннінському півострові незалежні Венеційська республіка та Папська область. у Речі Посполитій королює Август II Сильний (до 1733). У Московії царює Петро I (до 1725).
Україну розділено по Дніпру між Річчю Посполитою та Московією. Гетьман України  — Іван Скоропадський. Пристановищем козаків є Олешківська Січ. Існує Кримське ханство, якому підвладна Ногайська орда.
В Ірані правлять Сефевіди. Значними державами Індостану є Імперія Великих Моголів, Імперія Маратха. В Китаї править Династія Цін. У Японії триває період Едо.

## Події

### В Україні
- Кошовим отаманом Війська Запорозького й далі залишається Кость Гордієнко.

### У світі
- Фарук-сіяр очолив Імперію Великих моголів.
- Мір Камар-уд-дін отримав призначення субадаром Хайдарабаду.
- Баладжі Вішванатх став пешвою Імперії Маратха.
- Тускарорська війна завершилася поразкою індіанців.
- У результаті сутички в Бендерах шведський король Карл XII потрапив у турецький полон, а згодом змушений був покинути територію Османської імперії.
- 11 квітня укладено Утрехтський мир, яким завершилася війна за спадок іспанської корони між Францією з одного боку та морськими державами Великою Британією та Нідерландами, а також Савоєю, Португалією та Пруссією з другого. За цим договором Велика Британія отримала Гібралтар.
- За другим Утрехтським договором Франція поступилася Британії Ньюфаундлендом, Акаді, та іншими заморськими територіями. Мешканцям Акаді дали рік на прийняття британського підданства. В іншому випадку їм загрожувало примусове виселення.
- 19 квітня імператор Священної Римської Імперії Карл VI Габсбург встановив своєю так званою «Прагматичною санкцією» неподільність володінь Габсбургів та запровадив право на спадковість по жіночій лінії для дому Габсбургів.
- Фрідріх-Вільгельм I змінив на троні Пруссії свого батька Фрідріха I.
- Велика Північна війна: Російські війська здобули Гельсінгфорс.

### Наука та культура
- Микола I Бернуллі вперше описав Санкт-Петербурзький парадокс
- Посмертно опубліковано Ars Conjectandi (Мистецтво припущень) Якоба Бернуллі.

## Народились
Дивись також Категорія:Народились 1713
- 7 травня — Алексі Клод Клеро, французький математик, геодезист і астроном
- 22 липня — Жак Жермен Суфло, французький архітектор.
- 6 жовтня — Дені Дідро, французький письменник, філософ.
- Джеймс «Афінянин» Стюарт — британський археолог, архітектор та художник, один з піонерів неокласицизму в архітектурі.

## Померли
Дивись також Категорія:Померли 1713